# Brzezinka (Czarna Dąbrówka)
Brzezinka (deutsch Bresinke, Kreis Stolp/Pommern) ist ein sehr kleiner kaschubischer Ort in der polnischen Woiwodschaft Pommern und gehört zur Gemeinde Czarna Dąbrówka (Schwarz Damerkow) im Powiat Bytowski (Kreis Bütow).
Brzezinka liegt an einer Nebenstraße, die Kleszczyniec (Kleschinz) an der Woiwodschaftsstraße 212 (hier Teilstück der ehemaligen Reichsstraße 158) mit Łupawsko (Lupowske) am Westufer des Jezioro Jasień (Jassener See) verbindet. Eine Bahnanbindung besteht seit 1945 nicht mehr, als die damalige Bahnstrecke Lauenburg–Bütow (Lębork–Bytów) mit der nächstgelegenen Bahnstation Jassener See aufgehoben und teilweise demontiert wurde.
Der früher Bresinke genannte Ort war bis 1945 ein Ortsteil der Gemeinde Groß Nossin (heute polnisch: Nożyno). Damals gehörte Bresinke zum Landkreis Stolp im Regierungsbezirk Köslin der preußischen Provinz Pommern. Nach 1945 kam der nun Brzezinka genannte Ort unter polnische Verwaltung und ist heute eine Ortschaft in der Gmina Czarna Dąbrówka, die im Powiat Bytowski in der Woiwodschaft Pommern (1975 bis 1998 Woiwodschaft Słupsk) liegt.